# Elecciones municipales de 2021 en Las Condes
Las elecciones municipales de Las Condes de 2021 tuvieron lugar el 15 y 16 de mayo de 2021, así como en todo Chile, para elegir a los responsables de la administración local, es decir, de las comunas. En el caso de la Comuna de la Región Metropolitana, esta eligió a su alcalde y a 10 concejales.

## Resultados
A continuación, los resultados según los datos del Servel con el 100% de las mesas escrutadas.

### Elección de Alcalde
| Alcalde actual               | Alcalde actual                | Joaquín Lavín Infante (UDI) | Joaquín Lavín Infante (UDI) | Joaquín Lavín Infante (UDI) | Joaquín Lavín Infante (UDI) |
| Candidato                    | Pacto                         | Partido                     | Votos                       | %                           | Resultado                   |
| ---------------------------- | ----------------------------- | --------------------------- | --------------------------- | --------------------------- | --------------------------- |
| Daniela Peñaloza Ramos       | Chile Vamos                   | UDI                         | 58,599                      | 39,72                       | Alcaldesa                   |
| Gonzalo de la Carrera Correa | Republicanos                  | PRCh                        | 44.704                      | 30,30                       |                             |
| Nicolás Preuss Herrera       | Unidos por la Dignidad        | DC                          | 18.955                      | 12,85                       |                             |
| Marcela Cubillos Hevia       | Chile Digno, Verde y Soberano | Ind.                        | 19.784                      | 13,41                       |                             |
| Catalina Valenzuela Maureira | Dignidad Ahora                | PH                          | 5.498                       | 3,73                        |                             |

### Concejales Electos
| Candidato                             | Pacto         | Partido   | Votos  | %     |
| ------------------------------------- | ------------- | --------- | ------ | ----- |
| Luis Hadad Acevedo                    | Chile Vamos   | RN        | 3.630  | 2,54  |
| Marie Mayo de Goyeneche               | Republicanos  | PRCh      | 2.563  | 1,79  |
| Catalina Ugarte Millán                | Republicanos  | PRCh      | 3.506  | 2,45  |
| Sergio Melnick Israel                 | Republicanos  | Ind./PRCh | 23.533 | 16,44 |
| Vanessa Kaiser Barents-Von Hohenhagen | Republicanos  | Ind./PRCh | 5.375  | 3,76  |
| Isidora Alcalde Egaña                 | Frente Amplio | RD        | 7.484  | 5,23  |
| Javiera Kretschmer Soruco             | Chile Vamos   | Evópoli   | 3.617  | 2,53  |
| Catalina San Martín Cavada            | Chile Vamos   | Evópoli   | 5.516  | 3,85  |
| Julio Dittborn Cordua                 | Chile Vamos   | UDI       | 9.311  | 6,51  |
| Patricio Bopp Tocornal                | Chile Vamos   | UDI       | 7.234  | 5,05  |